# Председател на Европейския парламент
Председателят на Европейския парламент е физическо лице, което съблюдава всички дейности на Европейския парламент и неговите съставни организации. Той или тя председателства над неговите пленарни заседания и ръководи събранията на Бюрото и Конференцията на председателите. Председателят представя Парламента във всички външни отношения, в частност международни отношения. Ролята на Председателя наподобява тази на говорителите в националните законодателни органи.
Бюрото е регулаторното тяло, отговорно за парламентарния бюджет и административните въпроси. Състои се от председателя, 14 вицепредседатели и 6 квестора, които са отговорни за административните въпроси, отнасящи се директно до Членовете на Европейския парламент. Всички членове на Бюрото се преизбират през 30 месеца, като избори се провеждат в началото и средата на всеки 5-годишен парламентарен период.
Конференцията на председателите се състои от председателя на ЕП и ръководителите на политическите групи. Тя е тялото, отговорно за политическата организация на парламента.

## Председатели на пряко избрания парламент от 1979 до момента
| Мандат | Години        | Име                   | Политическа група | Държава        |
| ------ | ------------- | --------------------- | ----------------- | -------------- |
| 1-ви   | 1979 – 1982   | Симон Вейл            | ЕЛДРП             | Франция        |
| 1-ви   | 1982 – 1984   | Пит Данкерт           | ПЕС               | Нидерландия    |
| 2-ри   | 1984 – 1987   | Пиер Пфлимлен         | СФД/СЗР           | Франция        |
| 2-ри   | 1987 – 1989   | Чарлз Хенри Плъмб     | ЕНП               | Великобритания |
| 3-ти   | 1989 – 1992   | Енрике Барон Креспо   | ПЕС               | Испания        |
| 3-ти   | 1992 – 1994   | Егон Клепш            | ЕНП               | Германия       |
| 4-ти   | 1994 – 1997   | Клаус Хенш            | ПЕС               | Германия       |
| 4-ти   | 1997 – 1999   | Хосе Мария Хил Роблес | ЕНП               | Испания        |
| 5-и    | 1999 – 2002   | Никол Фонтен          | ЕНП               | Франция        |
| 5-и    | 2002 – 2004   | Пат Кокс              | ЕЛДРП             | Ирландия       |
| 6-и    | 2004 – 2007   | Жозеп Борел           | ПЕС               | Испания        |
| 6-и    | 2007 – 2009   | Ханс-Герт Пьотеринг   | ЕНП               | Германия       |
| 7-и    | 2009 – 2012   | Йежи Бузек            | ЕНП               | Полша          |
| 7-и    | 2012 – 2014   | Мартин Шулц           | ПЕС               | Германия       |
| 8-и    | 2014 – 2017   | Мартин Шулц           | ПЕС               | Германия       |
| 8-и    | 2017 – 2019   | Антонио Таяни         | ЕНП               | Италия         |
| 9-и    | 2019 – 2022   | Давид Сасоли          | ПЕС               | Италия         |
| 9-и    | 2022 – 2024   | Роберта Мецола        | ЕНП               | Малта          |
| 10-ти  | 2024 –Дейсващ | Роберта Мецола        | ЕНП               | Малта          |

## Избор на председател
Председателят се избира с преобладаващо мнозинство. Ако не е избран на първи балотаж, нови кандидати могат да се присъединят на втория и третия балотаж, но четвъртият е ограничен до най-силните двама кандидати от третия. Обикновено има съгласие между две или три европейски партии да разделят председателството на равни части, и затова то най-често се разделя на два полумандата. Например при сегашния 6-и мандат Европейската народна партия подкрепи Партията на европейските социалисти за първия мандат (2004 – 2007), като ПЕС съответно даде възможност на ЕНП да управлява в периода 2007 – 2009. 14-те вицепредседатели се избират по същото време.